# Alphitonia marquesensis
Alphitonia marquesensis là một loài thực vật]] thuộc họ Rhamnaceae. Đây là loài đặc hữu của Polynésie thuộc Pháp.